# Еберхард VI фон Неленбург
Еберхард VI фон Неленбург (на немски: Eberhard VI von Nellenburg, der Selige, * ок. 1015, † 26 март 1078/79 / 1 март 1080, манастир Всички Светии в Шафхаузен, Швейцария) е граф на Неленбург, от 1036 г. граф в Цюрихгау, също граф в Некаргау. Понеже се нарича първият граф фон Неленбург, е известен и като Еберхард I фон Неленбург.

## Произход и управление
Той е по-малкият син на граф Еберхард V (Епо) фон Неленбург и Хедвиг. Роднина е на папа Лъв IX и на императорите Конрад II и Хайнрих III.
През 1046/47 г. Еберхард придружава Хайнрих III в първия му поход в Италия. Затова получава право да сече монети в Шафхаузен и графството Киавена.
През 1049 г. Еберхард строи с помощта на папа Лъв IX на своя територия манастир Всички Светии в Шафхаузен. През 1050 – 1056 г. строи замък Неленбург при Стоках в Баден-Вюртемберг и се нарича на него. Той мести там резиденцията си от Цюрихгау.
След второто си пътуване до Рим заедно със синът му Бурхард, той отива със съпругата си Ита на поклонение в испанския Сантяго де Компостела. След завръщането му той става около 1072 г. монах в манастир Всички Светии, а Ита отива в женския манастир в Шафхаузен.

## Фамилия
Еберхард се жени за Ита († 26 февруари или 2 май след 1105), вероятно от рода на графовете на Кирхберг. Те имат шест сина и две дъщери:
- Удо фон Неленбург (* ок. 1030/35, † 11 ноември 1078), архиепископ на Трир (1066 – 1078)
- Екехард II фон Неленбург (* ок. 1035/40, † 24 ноември 1088), абат в манастир Райхенау (1071 – 1088)
- Бурхард фон Неленбург, основава 1080 манастир Св. Агнес в Шафхаузен
- Еберхард, убит в битката при Хомбург на Унструт, Хоенберг (1075)
- Адалберт, споменат 1050 (умира малък)
- Хайнрих, убит като брат си в битката при Хомбург на Унструт (1075)
- Аделхайд, омъжена за граф Арнолд фон Лауфен. Те са родители на Бруно, архиепископ на Трир (1102 – 1124).